# 中島竦
中島 竦（なかじま しょう、1861年（文久元年5月22日） - 1940年6月11日）は、明治から昭和にかけての漢学者。竦は「たかし」とも読む。幼名は辣之助（しょうのすけ）、字は翹之。号は玉振（道人）または蠔山（介夫）。中島敦の伯父にあたり、作品『斗南先生』に登場する「お髯の伯父」のモデルである。

## 経歴
漢学者であった中島撫山の三男として、武蔵国埼玉郡久喜本町に生まれる。父から皇漢学を修め、兄の斗南とともに父の私塾・幸魂教舎で弟子たちに教える。1885年に幸魂学舎を私立専門学校として改めて設置した言揚学舎の名義人・教員となり、1887年には尋常師範学校・尋常中学校・高等女学校教員免許状（国語科・漢文科）を取得している。1894年頃、上州玉村（現在の群馬県玉村町）の有力者・千輝仙蔵に招かれて学を講ずる。羽鳥千尋に教えたのもこの時である。1902年11月に中国に渡って京師警務学堂に勤務し翻訳などを担当する。二葉亭四迷はこの時の同僚（提長代理）であり、清国公使館付武官だった青木宣純とも知り合っている。十数年北京にいた後、東京麹町にあった善隣書院に招かれ、モンゴル語と中国語を教えた。主宰の宮島大八は書院内に居室を与えて竦を厚遇し、院長の松平康国とも懇意となった。研究と著述に専念し、80歳で没する。松平康国が『玉振中島君碑銘』の一文を撰したが碑石は建てられていない。墓は多磨霊園にある。

## 学問
若い時から儒学だけではなく神典（記紀以来の神道文献）の研究を行い、国学や国語について先人の説を踏襲せず、好んで史籍を渉猟した。中国に渡ってからモンゴルと女真に関わる知識を深めた。その方法は主に清代の文献を比較考証することにより、地理・歴史・制度・外交・風土・習俗・物産・貿易について確実にわかることを剔抉するというものだった。
帰国してからは中国の古代文字である篆文と籀文の研究に傾倒し、許慎の『説文』ではなく甲骨に書かれた文字を根拠としている点で羅振玉とも着眼を同じくし、郭沫若はその著『卜辞通纂』に辣のことを「日本有数の漢学家」と呼ぶ。白川静は辣の業績について「当時利用することのできた甲骨文・金文資料を網羅し、…ときに創獲のところがある」と評する。
東洋史学者の増井経夫に頼まれて、劉知幾の『史通』を初見で講じたことがあり、増井を驚かせた。史通は内容が激しい儒教批判を含む為にしばしば中国でも禁書とされたり検閲で内容が一部削除されたりしており、それほど研究が行われておらず、1920年代に顧頡剛が紹介して学界でも読まれ始めたが、判読が難解な書として知られていたのである。中島は初見にもかかわらず当時の中国で最も優れた解釈書（浦起龍の『史通通釈』）よりも優れた解釈を披露し、増井は感銘を受けて一年中島の元に通って講義を受けた。増井は「古人が座右に一冊の参考書をおくこともなく、よく著述し、注釈し、解説することのできる生きた姿をそこに見た」と述べている。中島は講義中一言も無駄口がなく、本文解釈以外の発言は一年間の講義が終わって最後に「（史通は）よく出来ていますな」と語ったのみであったという。

## 家族・親族
- 兄：中島綽軒（靖）・中島斗南（端）
- 弟：関翊・山本開蔵・中島田人（作家・中島敦の父）
- 弟：中島比多吉[1][2]。

## 著作
- 『国語條理』（国文法の教科書、詳細は不明）
- 『蒙古通志』（1916年、民友社）
- 『清朝史談』『支那語講義録雑俎』（1918年、善隣書院）
- 『書契淵源』（1934－1937年、文求堂書店、17冊)
- 『撫山中島先生略年譜』（1941年、私家版）
- 『玉振道人詩存』村山吉廣・關根茂世編著（2012年、明徳出版社）